# بارانورمان (فلم)
بارانورمانهو فيلم انيميشن ومغامرات وكوميديا أمريكي إنتاج 2012 بطولة كايسي أفليك وكودي سميت-ماكفي وأنا كندريك وليزلي مان.

## قصة
صبي يحتل قريته الموتى والأشباح ويحاول استغلال قدرته على التحدث إلى الموتى من أجل إنقاذ مدينته من اللعنة التي صبت عليها.

## وصلات خارجية
- مقالات تستعمل روابط فنية بلا صلة مع ويكي بيانات

1. ↑  Karger، Dave (18 يوليو 2012). "Comic-Con 2012: 15 Hot Movies - ParaNorman". Entertainment Weekly. مؤرشف من الأصل في 2014-04-07. اطلع عليه بتاريخ 2014-04-05. Norman Babcock is an 11-year-old branded a freak because he can speak to the dead.
2. ↑  Chang، Justin (2 أغسطس 2012). "ParaNorman". Variety. مؤرشف من الأصل في 2013-01-17. اطلع عليه بتاريخ 2012-08-20.
3. ↑  "2012 Recap (cont.): Losers". Box Office Mojo. مؤرشف من الأصل في 2019-04-04. اطلع عليه بتاريخ 2013-01-04.